# Calathea mishuyacu
Calathea mishuyacu är en strimbladsväxtart som beskrevs av James Francis Macbride. Calathea mishuyacu ingår i släktet Calathea och familjen strimbladsväxter. Inga underarter finns listade.